# パレスチナ系ニカラグア人
パレスチナ系ニカラグア人(西: Palestino Nicaragüense) とは、パレスチナ人の祖先を持つニカラグア人、もしくはパレスチナで生まれ、ニカラグアに移民した人物である。彼等はアラブ・ディアスポラのエスニックの一部である。

## 歴史
1890年代から1940年代までのニカラグアと、多くの他のラテンアメリカ諸国との違いは、法律や条例がアラブ人の入国を制限していたことであり、既に国に存在していたアラブ人の滞在が禁止され、彼等の商業活動の進展は抑えられた。
パレスチナ人は不可能とされながらも、グスマンは「19世紀末から1917年までに、オスマン帝国が最終的衰退に陥り、第一次世界大戦中に40のパレスチナ人家族がニカラグアに入国したと言えるだろう。」と記している。2000年までに500のパレスチナ系アラブ人とパレスチナ人の家系を持つ家族が存在したと見積もられ、ニカラグアに入国したパレスチナ人の多くはキリスト教徒で、少数がムスリムであり、彼等の多くはラマッラー、エルサレム、ベイト・ジャラ、ベツレヘムの郊外の農村部からやってきていた。ニカラグアにおけるパレスチナ系の総人口は中央アメリカで最大のアラブ系コミュニティと位置づけられる。

## 文化と生活

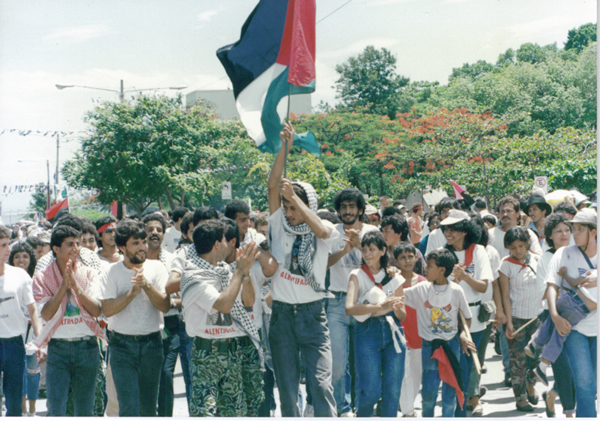
ニカラグア革命10周年を祝い、パレスチナの旗とサンディニスタ党旗を掲げるマナグアのパレスチナ系ニカラグア人。

パレスチナ人がニカラグアに着いたとき、多くは農村部出身で農業労働の経験を優していたため多くは農業を続けたが、しかしながら土地を買えたものは多くなかった。どうにか農業のために土地を購入できた少数のニカラグア人は主にニカラグア北部のヌエバ・セゴビア県のサバナ・グランデ地域でやりくりした。土地を買えた者は少数にも拘わらず、多くのパレスチナ人は商業に没入した。マナグアやグラナダ、マサヤといった街に商店を設立し、多大な利益を得たのは、定着を決めたものの中での主流派だった。パレスチナ系移民によって設立された商店は衣服から食品の商店までさまざまであり、彼等が設立した中でより成功したものはTienda París Loundres, Almacén Dajer, La Media Lunaなどである。
ニカラグアのパレスチナ系は1958年にClub Árabe（アラブ・クラブ）を設立して以来、非パレスチナ系アラブ人をひきつけようとしており、シリア系やレバノン系も加盟しているが、メンバーの80%はパレスチナ系である。

## 脚註
1. ↑  Civantos, Christina (2005). Between Argentines and Arabs: Argentine orientalism, Arab immigrants, and the writing of identity. SUNY Press. pp. 224. ISBN 0791466019
2. 1 2 3  Marín Guzmán, Roberto (2000). A en:Century of Palestinian Immigration Into Central America: A Study of Their Economic and Cultural Contributions. Editorial Universidad de C.R.. pp. 49-59. ISBN 9977675872